# Уставни суд Републике Косово
Уставни суд Републике Косово (алб. Gjykata Kushtetuese e Republikës së Kosovës) је коначна власт за тумачење Устава Републике Косово и судску оцену усклађености закона са Уставом. Налази се у Приштини. Уставни суд је основан убрзо након доношења Декларације о независности Косова и водио је прве предмете 2009.

## Састав
| Чланови Суда               | Чланови Суда      | Чланови Суда | Чланови Суда |
| Функција                   | Име               | Народност    |              |
| -------------------------- | ----------------- | ------------ | ------------ |
| Председница                | Греса Цака Нимани | Албанка      |              |
| Заменик                    | Бајрам Љатифи     | Албанац      |              |
| Судије                     |                   |              |              |
| Енвер Пеци                 | Албанац           |              |              |
|                            | Албанац           |              |              |
| Неџми Хоџа                 | Албанац           |              |              |
| Радомир Лабан              | Србин             |              |              |
| Ремзије Истрефи Пеци       | Албанка           |              |              |
| Сафет Хоџа                 | Албанац           |              |              |
| Салвете Герџалију Краснићи | Албанка           |              |              |